# Selene Lizbeth Fernández Valverde
Selene Lizbeth Fernández Valverde (Toluca, Estado de México) es una científica mexicana especializada en genómica comparativa y bioinformática. Su investigación se ha enfocado en entender la participación de moléculas regulatorias en los procesos evolutivos de distintas plantas y animales, específicamente la influencia y participación de diferentes tipos de ARN no codificante en la evolución.
Fue ganadora de las Becas para Mujeres en la Ciencia L'Oréal-UNESCO-AMC en 2016 y la Beca L'Oréal UNESCO para las Mujeres en la Ciencia en la categoría International Rising Talents en 2018.

## Trayectoria
Selene fue parte de la primera generación de la Licenciatura en Ciencias Genómicas en la UNAM y realizó su maestría y su doctorado en Bioinformática en la Universidad de Queensland en Brisbane, Australia.
En 2015 regresó a México donde se integró al Centro de Investigación y de Estudios Avanzados del Instituto Politécnico Nacional (Cinvestav) de Irapuato y desde 2019 es investigadora principal del Laboratorio de Genómica Funcional y Evolutiva de ARNs Regulatorios del mismo Instituto en donde, junto con sus estudiantes, genera programas de cómputo para comparar la expresión de diferentes ARNs entre organismos.
Además de sus actividades académicas participa en iniciativas de divulgación científica y mentorías para jóvenes científicos, como Más Ciencia por México, donde funge como Secretaria, y Clubes de Ciencia México. Es parte de la Comunidad de Desarrolladores de Software en Bioinformática.

## Distinciones y premios
En 2016 recibió la Beca para Mujeres en la Ciencia L'Oréal-UNESCO-AMC.
En 2018 recibió una Beca de la Royal Society para trabajar con el profesor Laurence Hurst, director del Centro Milner para la Evolución en la Universidad de Bath en Reino Unido, junto con quien investigará el cambio de RNAs no codificantes en plantas a lo largo del tiempo para identificar sus posibles funciones.
También en 2018 recibió la Beca Internacional L'Oréal UNESCO para las Mujeres en la Ciencia en la categoría International Rising Talents en Fontainebleau, Francia, donde además del recurso económico recibió cursos de administración de recursos humanos, liderazgo y propiedad intelectual en una de las mejores escuelas de administración del mundo, el CEDEP. El mismo año también fue reconocida por la revista Forbes como una de las 100 mujeres más poderosas en México.

## Publicaciones
Ha publicado 24 artículos con arbitraje y recibido más de 1000 citas.
- Fernandez-Valverde, S. L., Taft, R.J., Mattick, J.S. (2010). Dynamic isomiR regulation in Drosophila development. RNA. 16: 1881-1888.[11]
- Fernandez-Valverde, S.L., Taft, R.J., Mattick, J.S. (2011). MicroRNAs in β-cell biology, insulin resistance, diabetes and its complications. Diabetes. 60: 1825-1831.[12]
- Levin, M., Anavy, L., Cole, A.G., Winter, E., Mostov, N., Khair, S., Senderovich, N., Kovalev, E., Silver, D., Feder, M., Fernandez-Valverde, S.L., et al. (2016). The mid-developmental transition and the evolution of animal body plans. Nature. 531: 637-641.[13]